# Psalidoprocne obscura
La golondrina fanti (Psalidoprocne obscura) es una especie de ave paseriforme de la familia propia de África Occidental.

## Descripción
Es una golondrina pequeña, que mide unos 17 cm de largo. Su plumaje es negro con brillo verde. Su cola es larga y muy ahorquillada. Ambos sexos tienen un aspecto similar, aunque las hembras tienen la cola más corta. Los juveniles son pardos con menos brillo, y con cola corta.

## Distribución y hábitat
La golondrina fanti cría en tierras bajas del oeste de África, desde Senegal a Camerún. Es principalmente sedentaria, salvo algunos movimientos estacionales. Suele encontrarse en campo abierto, incluido bosques no muy densos, cerca del agua. 
Son pájaros de vuelo grácil que se alimentan de insectos voladores, incluidos los escarabajos. Suelen observarse volando bajo sobre el agua y los herbazales.
Anidan en el interior de huecos excavados en taludes verticales. Su puesta suele ser de dos huevos.